# V602 Киля
V602 Киля — красный сверхгигант, переменная звезда в созвездии Киля.

## Характеристики
Звезда излучает огромное количество энергии. Предполагается, что она окружена гигантским облаком пыли. V602 Киля находится от Солнца на расстоянии около 6500 световых лет. Температура поверхности равна 3432 К, масса звезды около 18 солнечных. Светит ярче Солнца более, чем в 100 тыс. раз, а радиус равен 1050 солнечным, что позволяет отнести эту звезду к крупнейшим из известных.